# Mohélidvärguv
Mohélidvärguv (Otus moheliensis) är en starkt utrotningshotad fågel i familjen ugglor som enbart förekommer på en enda ö i Indiska oceanen. Den beskrevs som ny art för vetenskapen först 1988.

## Utseende och läten
Mohélidvärguven är en liten (20–22 cm) uggla med två färgformer. Den rödbruna formen är färgglatt orangebeige med ovanligt lite bandning och streckning. Den bruna formen är mökare och kraftigt streckat och marmorerad. Lätet beskrivs som väsande visslingar och skrin.

## Utbredning
Fågeln förekommer på ön Mohéli i ögruppen Komorerna). IUCN kategoriserar arten som starkt hotad.

## Status och hot
Mohélidvärguven har ett mycket begränsat utbredningsområde och ett litet bestånd som uppskattas till endast 260 vuxna individer. Den tros också minska i antal till följd av habitatförlust. Fågeln är därför upptagen på internationella naturvårdsunionen IUCN:s röda lista över hotade arter, kategoriserad som starkt hotad (VU).